# گورستان روستای دسک
قبرستان روستای دسک مربوط به سده‌های متاخر دوران‌های تاریخی پس از اسلام است و در شهرستان نیکشهر، بخش بنت، دهستان دهان، ۲ کیلومتری جنوب شرقی روستای دسک واقع شده و این اثر در تاریخ ۲۶ اسفند ۱۳۸۷ با شمارهٔ ثبت ۲۵۹۱۹ به‌عنوان یکی از آثار ملی ایران به ثبت رسیده است.